# Panzerzug Piłsudczyk-szeroki
Der Panzerzug Piłsudczyk-szeroki (deutsch: Piłsudczyk-breit) war ein polnischer Breitspur-Panzerzug aus der Zeit des Polnisch-Ukrainischen Krieges von 1919.

## Geschichte
Im August 1919 erbeuteten polnische Truppen unter Leutnant Münnich in Ziabki den bolschewistischen Panzerzug Imeni 3. Internazionala, welcher über einen Artilleriewagen und vier Sturmwagen verfügte. Daraus entstanden der Panzerzug Piłsudczyk-szeroki und der Panzerzug Generał Śmigły-Rydz. Der Panzerzug Piłsudczyk-szeroki erhielt die Nummer 5 und wurde als Pociąg pancerny 5 „Piłsudczyk-szeroki“ (kurz P.P. 5, deutsch: Panzerzug 5) geführt.

## Technische Daten

### Artilleriewagen
Der Panzerzug Piłsudczyk-szeroki verfügte über einen Artilleriewagen vom Typ Wilno. Die waren ehemalige amerikanische Kohlewaggons aus Eisen und wurden auf der Transsibirischen Eisenbahn eingesetzt.

### Sturmwagen
Zwei Sturmwagen waren beim Panzerzug Piłsudczyk-szeroki vorhanden und mit Maschinengewehren ausgerüstet und wurden für den Transport des Infanterie-Sturmzuges genutzt.

### Abstoßwagen
An beiden Enden verfügte der Panzerzug über je einen Flachwagen, welcher als Abstoßwagen diente.

## Einsatz
Zum Einsatz kam der Panzerzug Piłsudczyk-szeroki bei den Kämpfen um Podolien.
Bei einem Gefecht bei Baranawitschy schwer beschädigt und von der Besatzung gesprengt. Nach dem Rückzug wurde die Mannschaft beim Panzerzug Śmierć wieder eingesetzt.

## Gedenkabzeichen
Für den Panzerzug Piłsudczyk-szeroki wurde ein Gedenkabzeichen hergestellt. Dieses war oben und unten rund, rechts und links jedoch unregelmäßig gearbeitet. Es besteht aus versilbertes und oxidiertes Messingblech. Auf dem oberen Teil des Rings steht die Inschrift P.P. Piłsudczyk szeroki (deutsch: Panzerzug Piłsudczyk  breit) und im unteren Ring die Jahreszahlen 1919 – 1920. In der Mitte des Abzeichens befindet sich ein Artilleriewagen, dessen Geschütze nach rechts ausgerichtete sind.